# کارولکوف شواروتسکی
کارولکوف شواروتسکی (به لهستانی:  Karolków Szwarocki) یک روستا در لهستان است که در گمینا ربنو (استان ماسوویان) واقع شده‌است.